# Tossal de les Tenalles
|  | Per a altres significats, vegeu «Tossal de les Tenalles (jaciment ibèric)». |

El Tossal de les Tenalles és una muntanya de 448 metres que es troba al municipi de Granyanella, a la comarca catalana de la Segarra.